# العلاقات الشمال مقدونية الغينية
العلاقات الشمال مقدونية الغينية هي العلاقات الثنائية التي تجمع بين شمال مقدونيا وغينيا.

## مقارنة بين البلدين
هذه مقارنة عامة ومرجعية للدولتين:
| وجه المقارنة                                              | شمال مقدونيا                                               | غينيا       |
| --------------------------------------------------------- | ---------------------------------------------------------- | ----------- |
| المساحة (كم2)                                             | 25.71 ألف                                                  | 245.86 ألف  |
| عدد السكان (نسمة)                                         | 2.08 مليون                                                 | 12.72 مليون |
| الكثافة السكانية (ن./كم²)                                 | 80.9                                                       | 51.74       |
| العاصمة                                                   | إسكوبية                                                    | كوناكري     |
| اللغة الرسمية                                             | اللغة المقدونية، اللغة الألبانية                           | لغة فرنسية  |
| العملة                                                    | دينار مقدوني                                               | فرنك غيني   |
| الناتج المحلي الإجمالي (بليون دولار)                      | 11.34 مليار                                                | 10.50 مليار |
| الناتج المحلي الإجمالي (تعادل القوة الشرائية) بليون دولار | 29.26 مليار                                                | 15.24 مليار |
| الناتج المحلي الإجمالي الاسمي للفرد دولار أمريكي          | 4.85 ألف                                                   | 531         |
| الناتج المحلي الإجمالي للفرد دولار أمريكي                 | 16.25 ألف                                                  | 1.22 ألف    |
| مؤشر التنمية البشرية                                      | 0.747                                                      | 0.411       |
| رمز المكالمات الدولي                                      | +389                                                       | +224        |
| رمز الإنترنت                                              | .mk                                                        | .gn         |
| المنطقة الزمنية                                           | توقيت وسط أوروبا، ت ع م+01:00، ت ع م+02:00، أوروبا/سكوبيه ‏ | 00          |

## منظمات دولية مشتركة
يشترك البلدان في عضوية مجموعة من المنظمات الدولية، منها:
| علم المنظمة | اسم المنظمة                               | تاريخ انضمام شمال مقدونيا | تاريخ انضمام غينيا |
| ----------- | ----------------------------------------- | ------------------------- | ------------------ |
|             | مؤسسة التنمية الدولية                     | 25 فبراير 1993            | 26 سبتمبر 1969     |
|             | يونسكو                                    | 28 يونيو 1993             | 2 فبراير 1960      |
|             | وكالة ضمان الاستثمار متعدد الأطراف        | 19 مارس 1993              | 5 أكتوبر 1995      |
|             | الأمم المتحدة                             | 8 أبريل 1993              | 12 ديسمبر 1958     |
|             | الاتحاد البريدي العالمي                   | ?                         | ?                  |
|             | البنك الدولي للإنشاء والتعمير             | 25 فبراير 1993            | 28 سبتمبر 1963     |
|             | منظمة حظر الأسلحة الكيميائية              | ?                         | ?                  |
|             | مؤسسة التمويل الدولية                     | 25 فبراير 1993            | 22 أكتوبر 1982     |
|             | المركز الدولي لتسوية المنازعات الاستشارية | 26 نوفمبر 1998            | 4 ديسمبر 1968      |
|             | منظمة التجارة العالمية                    | ?                         | 25 أكتوبر 1995     |
|             | منظمة الشرطة الجنائية الدولية             | ?                         | ?                  |